# Vol Southern Airways 932
Le 14 novembre 1970, à 19 h 36, un Douglas DC-9 effectuant le vol Southern Airways 932, un vol charter intérieur assuré par la compagnie Southern Airways, décollant de l'aéroport régional de Kinston (en), en Caroline du Nord, et à destination de l'aéroport métropolitain de Bâton-Rouge, en Louisiane, avec plusieurs escales prévues à Huntington, Hopkinsville et Alexandria, s'est écrasé contre une colline à proximité de l'aéroport Tri-State, en Virginie-Occidentale, ne laissant aucun survivants parmi les 75 passagers et membres d'équipages à bord de l'appareil.
Parmi les victimes, on compte les 71 joueurs, entraîneurs, ou supporter de l'équipe de football américain du Thundering Herd de l'Université Marshall, qui rentre chez elle après une défaite de 17 à 14 contre les Pirates d'East Carolina, au Ficklen Stadium de Greenville, en Caroline du Nord.
À l'époque, les équipes sportives du Thundering Herd de Marshall voyagent rarement en avion, car la plupart des matchs en dehors de l'université se déroulent à proximité du campus. L'équipe a initialement prévu d'annuler le vol, mais a changé ses plans et a affrété le DC-9 du vol 932. Cet accident est considéré comme étant la « tragédie la plus meurtrière à avoir touché une équipe sportive » dans l'histoire des États-Unis.

## Avion et équipage
L'appareil impliqué est un Douglas DC-9-31, immatriculé N97S (numéro de série 47245/510), avec une configuration de 95 places. Ce biréacteur court-moyen-courrier a effectué son premier vol l'année précédente et totalise 3 667 heures de vol au moment de l'accident.
L'équipage du vol 932 se compose du commandant de bord Frank Abbot (47 ans), du copilote Jerry Smith (28 ans) et de deux PNC, tous qualifiés pour ce type de vol.

## Déroulement du vol
La proposition initiale d'affréter le vol 932 fut refusée, car elle dépasserait les limites de poids autorisée pour le décollage de leur avion. Les négociations ultérieures aboutirent à une réduction du nombre de passagers à bord et de bagages en soute et le vol fut à nouveau programmé. 
L'avion quitta l'aéroport régional de Kinston (en), en Caroline du Nord, et le vol se poursuivit sans incident jusqu'à Huntington, en Virginie-Occidentale. L'équipage établit ensuite un contact radio avec les contrôleurs aériens à 19 h 23 avec pour instruction de descendre à 5 000 pieds (1 500 m). Les contrôleurs informèrent l'équipage que de la pluie, du brouillard, une visibilité réduite et un plafond nuageux irrégulier à 1000 pieds (304 m) d'altitude étaient présents à l'aéroport, rendant l'atterrissage plus difficile, mais toujours possible. 
À 19 h 34, l'équipage du vol 932 signala avoir dépassé la radioborne extérieure de l'aéroport Tri-State ; le contrôleur leur donna alors l'autorisation d'atterrir sur la piste 11 (aujourd'hui piste 12). L'avion commença sa descente normale après avoir dépassé la radioborne extérieure, mais ne l'arrêta pas et ne maintint pas son altitude assignée à 1 240 pieds (380 m), comme l'exigeait la procédure d'approche aux instruments standard sur cet aéroport. Au lieu de cela, pour des raisons inconnues, la descente du DC-9 s'est poursuivie jusqu'à 300 pieds (91 m), apparemment sans qu'aucun des deux pilotes n'ait eu de visuel sur les lumières ou la piste de l'aéroport.

### Accident
Le vol 932 poursuivait toujours son approche finale vers l'aéroport Tri-State lorsqu'il est entré en collision avec la cime des arbres sur le flanc d'une colline à 5 543 pieds (1 690 m) à l'ouest de la piste 11. L'avion a explosé à l'impact et a créé une trainée de débris carbonisés large de 29 m et longue de 85 m. Selon le rapport officiel du Conseil national de la sécurité des transports (NTSB), la violence du crash n'aurait laissé aucune chance de survie à ceux présents à bord de l'avion. 
Après l'impact initial contre les arbres, le DC-9 s'est violement incliné vers la droite, se renversant presque sur le dos avant de s'écraser au sol, le nez en premier. Au moment où l'avion s'est écrasé, il se trouvait à 4 219 pieds (1 286 m) de la piste d'atterrissage. Le rapport d'enquête indique en outre que la majeure partie du fuselage a fondu sous l'effet de l'intensité de l'incendie ; cependant, plusieurs gros morceaux de l'appareil ont été dispersés dans toute la zone. Les restes de six des 71 passagers n'ont jamais été identifiés.

## Enquête
Le NTSB a enquêté sur l'accident et son rapport final, publié le 14 avril 1972, conclu que la cause probable de l'accident est le non-respect, par les pilotes, de l'altitude minimale de descente lors d'une approche de non-précision, dans des conditions météorologiques défavorables et sans avoir établit de contact visuel avec la piste.
Les enquêteurs n'ont pas été en mesure de déterminer la raison de cette descente à basse altitude, bien que les deux explications les plus probables soient une mauvaise utilisation des données fournies par les instruments du cockpit, ou un dysfonctionnement du système altimétrique de l'appareil.

## Conséquences

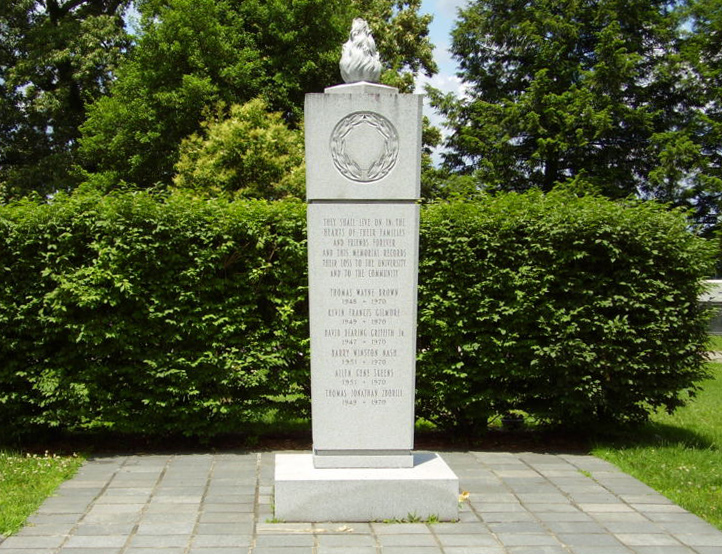
Mémorial au cimetière de Spring Hill à Huntington, en Virginie-Occidentale, pour honorer les victimes de l'accident du vol 932.

Le NTSB a formulé plusieurs recommandations à la suite de cet accident, notamment des recommandations pour l'affichage tête haute dans le cockpit, l'utilisation de l'avertisseur de proximité du sol (GPWS), ainsi que la surveillance et l'inspection des opérations de vol par les compagnies aériennes.

## Médias
Le film We Are Marshall, sorti en 2006, retrace les conséquences de cette tragédie aérienne.